# Жуліан Рюлльє
Жуліа́н Рюлльє́ (фр. Julian Rullier; нар. 4 квітня 1990, Ніцца, Франція), виступає також під іменем Кейта́ (фр. Keita) — французький футболіст, захисник футбольного клубу «Зірка» (Кропивницький).

## Життєпис
Вихованець футбольної школи «Монако». Професіональну кар'єру розпочав у «Транзітсі» з Вентспілса, де провів 2 роки. Потім по сезону відіграв за грецький «Руф» і литовський «Атлантас». Після цього повернувся на батьківщину, де виступав за аматорський «Вільфранш Божоле», а згодом — за другу команду «Монако»
У березні 2018 року підписав контракт з кропивницького «Зіркою». Дебютував в українській Прем'єр-лізі 10 березня 2018 року, на 55-й хвилині домашнього матчу проти кам'янської «Сталі» замінивши Ярослава Ямполя.